# قموق
قُموق (به لاتین: Kumukh) یک منطقهٔ مسکونی در روسیه است که در شهرستان لاکسکی واقع شده‌است. کوموخ ۲٬۴۸۳ نفر جمعیت دارد و ۱٬۵۱۲ متر بالاتر از سطح دریا واقع شده‌است.